# Torrent Generos
Torrent Generos és una masia de Sant Pere de Torelló (Osona) inclosa a l'Inventari del Patrimoni Arquitectònic de Catalunya.

## Descripció
Edifici civil. Masia de planta rectangular coberta a dues vessants i amb el carener paral·lel a la façana, a ponent. El portal és rectangular. Consta de planta baixa, pis i golfes. A la part de migdia i abrigats sota la teulada del cos principal s'obren uns porxos a nivell de primer i segon pis, els quals són sostinguts per pilars i interessants cavalls de fusta. A la part baixa s'hi ha construït un cobert de totxo que desmereix l'antiga arquitectura. A la part dreta d'aquest hi ha un cobert que segueix la línia constructiva de la casa. La part de migdia és bàsicament bastida de tàpia. L'edificació és construïda amb pedra i arrebossada al damunt, deixant els elements de ressalt de pedra vista. L'estat de conservació és bo però perilla donat que s'ha construït una casa nova al costat per tal de fer-hi un habitatge per als propietaris i l'altre als masovers, de manera que restarà abandonat.

## Història
Es troba dins del terme de l'antic nucli de la Vola, vella demarcació coneguda per AVETOLA i documentada des del 923. La parròquia de Sant Andreu de la Vola, a redós de la qual es formà el nucli, encara que tingui orígens més antics, fou renovada i dotada de nou l'any 1031.
Aquest mas es troba registrat al fogatge de 1553 de la parròquia i terme de la Vola i Curull. El mas es devia conèixer pel nom simple de Torrent, així es troba al fogatge: EN TORRENT.
Fou reformat i ampliat a mitjans de segle xviii segons indiquen les llindes.